# Georges Timmerman
Georges Timmerman (né en 1953) est un journaliste belge.

## Biographie
Georges Timmerman a travaillé pendant quinze ans en tant que pigiste pour Knack, Trends, la radio VRT, Belgian Business Magazine et Markant.
De 1992 à 2009, Timmerman a travaillé pour le journal De Morgen et a été président du comité de rédaction. Il a dirigé la délégation du personnel en tant que représentant syndical lors d'une restructuration majeure en 2009 et a été licencié,.
Le 14 octobre 2009, il a cofondé De Werktitel , rebaptisée Apache.be le 24 octobre 2010 . Il y était le rédacteur en chef du journalisme d'investigation. À ce titre, il a été remplacé en février 2014 par Karl van den Broeck . Timmerman est resté actif en tant que journaliste d'investigation pour le site d'information.
Il est également l'auteur de plusieurs livres dans lesquels il présente les résultats de certaines de ses recherches.